# Schönebach
Schönebach ist ein Kirchdorf und Ortsteil des Marktes Ziemetshausen im schwäbischen Landkreis Günzburg.

## Geographie
Schönebach liegt in der Reischenau. Das Dorf liegt an der Bundesstraße 300 und wird von dieser in der Ortsumfahrung Ziemetshausen-Schönebach umfahren.

## Geschichte
1862 bis 1929 gehörte die selbstständige Gemeinde Schönebach zum Bezirksamt Zusmarshausen und ab 1929 zum Bezirksamt Augsburg, das ab 1939 dann als Landkreis Augsburg bezeichnet wurde. Am 1. Juli 1972 wurde es im Zuge der Gebietsreform in Bayern dem Günzkreis, der am 1. Mai 1973 in Landkreis Günzburg umbenannt wurde, zugeschlagen. Am 1. Mai 1978 erfolgte die Eingemeindung in den Markt Ziemetshausen.

## Baudenkmäler
Siehe auch: Liste der Baudenkmäler in Schönebach
- Die katholische Kuratie St. Leonhard gehört zur Pfarrei Sankt Peter und Paul in Ziemetshausen.